# Young & Hungry
Young & Hungry (Joven y hambriento en Hispanoamérica y  Una chef en casa en España) es una comedia de situación estadounidense creada por David Holden y transmitida por ABC Family. Se estrenó el 25 de junio de 2014 en los Estados Unidos. La serie estadounidense está protagonizada por Emily Osment, Jonathan Sadowski, Aimee Carrero, Kym Whitley y Rex Lee. El 29 de septiembre de 2014, la serie fue renovada para una segunda temporada, estrenada el 25 de marzo de 2015. El 19 de agosto de 2015, ABC Family renueva la serie para una tercera temporada debido a que fue mejorando durante su segunda temporada: se clasificó como la mejor serie original del cable en su franja horaria en grupos demográficos claves, siendo estrenada el 3 de febrero de 2016 por Freeform. El 19 de febrero de 2016 la protagonista de la serie, Emily Osment, confirmó en Twitter que la serie tendría una cuarta temporada.  El 24 de octubre de 2016, la actriz compartió de la misma manera que la serie ha sido renovada por una quinta temporada, prevista para estrenarse en 2017.
El 15 de marzo de 2018, se anunció que la quinta temporada sería la última y que los 10 episodios restantes serían estrenados el 20 de junio del mismo año. Además Freeform anunció que se desarrollaría una película de dos horas para concluir la serie, pero el 28 de julio la cadena descartó la idea de realizarla.

## Argumento
Un rico joven empresario de tecnología de San Francisco, Josh Kaminski (Jonathan Sadowski), contrata a una bloguera gastronómica llamada Gabi Diamond (Emily Osment), de modo que se convierte en su chef personal. Desesperada por conservar su trabajo, Gabi debe mostrar sus habilidades a Josh y su mano derecha, Elliot Park (Rex Lee). Gabi está rodeada de su amiga Sofia (Aimee Carrero) y también por Yolanda (Kym Whitley), el ama de llaves de Josh.

## Reparto

### Personajes principales
- Emily Osment como Gabi Diamond; es una joven chef y bloguera, que vive en San Francisco junto a su mejor amiga, Sofía. Es apasionada por la cocina e incluso tiene la capacidad de averiguar qué es lo que la gente quiere comer. Su madre murió cuando ella era una adolescente y desde entonces ha estado sola. A pesar de no tener suficientes credenciales, se postula para ser la chef personal de Josh quien termina contratándola.
- Jonathan Sadowski como Josh Kaminski; un joven millonario y empresario de tecnología. Es muy inteligente, encantador y dulce. Él y Gabi tienen una noche de borrachera y los lleva a tener una noche de amor, el cual deciden mantener en secreto con el fin de conquistar nuevamente Caroline. Intenta mantener una relación profesional con Gabi sin embargo, en el final de la primera temporada se da cuenta de que está enamorado de Gabi pero nunca le dice.
- Aimee Carrero como Sofia Rodríguez; una ambiciosa pasante de un bancario, mejor amiga y compañera de habitación de Gabi. Ella es una joven de carácter fuerte. Su trabajo consiste en ir a buscar el café para los clientes de su empresa. Ella es totalmente compatible con Gabi, dándole consejos, y a menudo da sus palabras de ánimo acerca de mantener su puesto de trabajo. En el episodio "Young & Secret" se revela su nombre completo como Sofía María Consuela Rafaella Rodríguez.
- Kym Whitley como Yolanda; es la ama de llaves de Josh. Ella es muy fuerte, piensa y dice todo lo que piensa. Ella y Gabi se vuelven amigas rápidamente. Es atrevida con un poco de actitud y fue la primera en enterarse del amor entre Gabi y Josh. Ella y Elliot constantemente discuten.
- Rex Lee como Elliot Park; es el publicista de Josh y su mano derecha. Él es abiertamente gay y muy abierto sobre el hecho de que él preferiría tener un famoso chef profesional que a Gabi. Se preocupa constantemente por Josh y quiere lo mejor para el.

### Personajes recurrentes
- Mallory Jansen como Caroline (Temporada 1); es la novia de Josh que se convirtió en su prometida. Ella es muy materialista, se preocupa más por sus cosas y la apariencia física de Josh. Finalmente Josh no termina casándose con Caroline debido a sus sentimientos por Gabi.
- Jesse McCartney como Cooper (Temporada 1-2); un hacker informático que Josh contrata para trabajar con él y tiene un romance con Gabi, y es un gran disgusto para Josh. Él rompe con Gabi después de encontrar que le resulta cada vez más difícil mantener su relación en secreto de Josh y se traslada a China, como se revela en el episodio "Young & Getting Played". Después de un gran gesto romántico, reanudan su relación. Tienen una breve pelea cuando descubre que Gabi y Josh habían dormidos juntos, pero se reconcilian cuando ella le dice que lo ama, y él decide regresar a San Francisco.
- Bryan Safi como Alan (Temporada 2-presente); es el novio y prometido de Elliot. Ha tenido una atracción por Elliot desde la universidad y fue traído de vuelta a la vida de Elliot cuando Gabi accidentalmente los reúne. Él es también el dueño de un conocido bar de karaoke gay del que Elliot no es un gran fan.
- Jayson Blair como Jake Kaminski (Temporada 2-3); es el hermano menor de Josh. Se introduce en el episodio "Young & Younger Brother". Jake no tiene un futuro, pero que decidió convertirse en un chef. Josh le pide a Gabi que trabaje con él en la boda de Elliot y Alan. Él se enamora de Gabi y termina dándose un beso. Él y Gabi viajan a Coachella en su camión de comidas. En el episodio "Young & Next Day", él y Gabi rompen cuando Josh le confiesa a Gabi sus sentimientos.

### Estrellas invitadas
- Ashley Tisdale como Logan Rawlings; una editora para una revista popular que publica una lista denominada "Los 30 de menos de 30". Cuando ella parece estar atraída por Gabi, Logan prepara una cita con la esperanza de asegurar que Josh tenga un lugar en su lista.
- Kylie Minogue como Shauna; una reportera de tecnología para ABC News que Josh conquista. Shauna tiene dos hijos, incluyendo una hija adulta a quien no ve hace un tiempo, llamada Danielle, Gabi se esfuerza por reunir a Shauna con su hija.
- Keegan Allen como Tyler, un baterista que Sofía le presenta a Gabi, ella intenta que Tyler trabaje para Josh. Luego Sofía descubre que Tyler no tiene un hogar y se lo comunica a Gabi quien termina dejándolo.
- Cheryl Hines como Kathy Walker, la madre de Josh, que tiene problemas con el alcohol y se siente atraída por Nick Diamond, el padre de Gabi, hecho que no le gustará a Gabi y Josh
- Jerry O'Connell como Nick Diamond, es el padre de Gabi, que comienza una relación amorosa con Kathy Walker la madre de Josh, siendo esto una gran sorpresa de Gabi y Josh.
- Heather Dubrow como Natasha Cook-Campbell, una chef muy reconocida, quien lleva un estilo de vida "gurú", así como también una referente para Gabi.
- Betty White como Bernice Wilson, quién es la vecina de Gabi y le aconseja sobre los problemas amorosos que debe enfrentar.

## Desarrollo

### Producción
El 23 de agosto de 2013, ABC Family encargó un piloto. El piloto fue escrito por David Holden y dirigido por Andy Cadiff. Ashley Tisdale, Eric Tannenbaum, Kim Tannenbaum, y Jessica Rhoades fueron confirmados como productores ejecutivos.
La filmación del piloto inició el 21 de abril de 2014. El 6 de enero de 2014, ABC Family dio luz verde a la serie con un pedido de 10 episodios, anunció que la serie se estrenaría el 25 de junio de 2014, junto a la serie de misterio Mystery Girls. El 29 de septiembre de 2014 Young & Hungry fue renovada para una segunda temporada. El 24 de junio de 2014, lanzaron webisodios que tiene como protagonista a Gabi Moskowitz.

### Libro
El 11 de abril de 2017, se publicó un libro titulado "Young & Hungry: su guía completa para una vida deliciosa" (en inglés: Young & Hungry: Your Complete Guide to a Delicious Life).

### Elenco
La selección del reparto comenzó en septiembre de 2013, siendo Emily Osment la primera elegida para el papel principal como Gabi Diamond, "una blogger gastronómica y que no sólo tiene un verdadero don para cocinar, sino también la capacidad de averiguar qué es lo que la gente quiere comer". La siguiente que se unió a la serie fue Aimee Carrero para el papel de Sofía Rodríguez, "la mejor amiga de Gabi y una ambiciosa pasante bancaria". Poco después, Jonathan Sadowski y Rex Lee fueron confirmados para la serie, Sadowski interpreta el papel de Josh Kaminski, "un joven empresario de la tecnología que contrata a Gabi como su cocinera personal"; y Lee como Elliot Park, "un nervioso ayudante personal y mano derecha de Josh". Kym Whitley fue la última en unirse al reparto principal como Yolanda, "la ama de casa de Josh". MTV anunció que la cantante australiana, Kylie Minogue sería estrella invitada en la segunda temporada como un nuevo interés amoroso de Josh.

## Temporadas
| Temporada | Temporada | Episodios | Episodios           | Emisión original        | Emisión original        |
| Temporada | Temporada | Episodios | Episodios           | Primera emisión         | Última emisión          |
| --------- | --------- | --------- | ------------------- | ----------------------- | ----------------------- |
|           | 1         | 10        | 10                  | 25 de junio de 2014     | 27 de agosto de 2014    |
|           | 2         | 20        | 20                  | 25 de marzo de 2015     | 14 de octubre de 2015   |
|           | Especial  | Especial  | Especial            | 24 de noviembre de 2015 | 24 de noviembre de 2015 |
|           | 3         | 10        | 10                  | 3 de febrero de 2016    | 6 de abril de 2016      |
|           | 4         | 10        | 10                  | 1 de junio de 2016      | 3 de agosto de 2016     |
|           | 5         | 20        | 10                  | 13 de marzo de 2017     | 22 de mayo de 2017      |
| 10        | 5         | 20        | 20 de junio de 2018 | 25 de julio de 2018     |                         |

## Recepción

### Respuesta crítica
En Rotten Tomatoes la primera temporada de la serie obtuvo una calificación del 43%, basado en 7 críticas, con una nota promedio de 4.9/10. En Metacritic, la primera temporada de la serie tiene un puntuación de 48 sobre 100, sobre la base de 5 críticos , lo que indica "críticas mixtas o promedio". En IMDb, fue calificada con 7.6 puntos de 10 con base a más de 7.852 puntuaciones de usuarios.
Mary McNamara del LA Times dio a Young & Hungry una crítica agridulce. Mientras que elogia las habilidades cómicas de Osment, McNamara opinó que "Young & Hungry tiene un toque mucho más de Disney Channel que de ABC Family" y criticó el piloto de la serie como "sobreexcitada".  McNamara finalizó con la esperanza de que si la serie estableció, que sería "dar a Osment el papel estelar de éxito que se merece".

### Audiencia
Los datos registrados por la primera temporada que consta de diez episodios, que anotaron 900.000 espectadores, con un 0.4%. En sus 10 episodios de esta primera mitad de la temporada 2, Young & Hungry promedió un 0.37% entre público de 18 a 49 años y unos 740.000 espectadores totales.

## Premios y nominaciones
| Año  | Premiación                     | Categoría                                                 | Trabajo        | Resultado |
| ---- | ------------------------------ | --------------------------------------------------------- | -------------- | --------- |
| 2014 | Teen Choice Awards 2014        | Programa de Televissión del Verano                        | Young & Hungry | Nominado  |
| 2014 | Teen Choice Awards 2014        | Estrella de Televisión del Verano: Mujer                  | Emily Osment   | Nominada  |
| 2015 | People's Choice Awards 2015    | Programa de Televisión Por Cable Favorito de Comedia      | Young & Hungry | Nominado  |
| 2015 | Teen Choice Awards 2015        | Mejor Programa de Comedia de TV                           | Young & Hungry | Nominado  |
| 2015 | Teen Choice Awards 2015        | Mejor Actriz en Comedia de TV                             | Emily Osment   | Nominada  |
| 2015 | Teen Choice Awards 2015        | Ladrón de escena                                          | Ashley Tisdale | Nominada  |
| 2016 | People's Choice Awards de 2016 | Programa de Televisión Por Cable Favorito de Comedia      | Young & Hungry | Nominado  |
| 2016 | Teen Choice Awards 2016        | Programa de Televisión del Verano                         | Young & Hungry | Nominado  |
| 2016 | Teen Choice Awards 2016        | Estrella de Televisión del Verano: Mujer                  | Emily Osment   | Nominada  |
| 2016 | Imagen Foundation Awards       | Mejor Programa de Televisión en Horario Estelar - Comedia | Young & Hungry | Nominado  |
| 2017 | Teen Choice Awards 2017        | Mejor Programa de Comedia de TV                           | Young & Hungry | Nominado  |

## Spin-off
En abril de 2016, se confirmó que Young & Hungry iba a contar con un spin-off denominado Young & Sofia. En mayo de 2016, se anunció que la serie derivada de Young & Hungry contaría como protagonista Aimee Carrero quien interpreta a Sofia Rodríguez una ambiciosa pasante de banca y la mejor amiga y compañera de piso de Gabi (Emily Osment). Otros miembros del reparto principal incluyen a Ashley Tisdale como Logan Rawlings, la editor lesbiana de la revista Click’d Media y también jefa de Sofia, Steve Talley como Kendrick un periodista sexy, atractivo y masculino de la empresa, escalfados de The New York Times, por el que Sofia se interesa inmediatamente y Ryan Pinkston como Leo, un joven inseguro y enérgico con un gran ingenio autocrítico, que es el editor de cultura pop de Click’d Media. El spin off será presentado en el octavo capítulo de la cuarta temporada de Young & Hungry. En enero de 2017, se anunció que el proyecto no sería realizado.